# David Bradley (ingegnere)
David John Bradley (Seattle, 4 gennaio 1949) è un ingegnere e informatico statunitense.
Fa parte della squadra di dodici ingegneri IBM che hanno progettato l'originale PC IBM lavorando allo sviluppo del suo BIOS. È anche accreditato di aver inventato la combinazione di tasti Control-alt-canc usata per riavviare il computer.

## Biografia
David Bradley nasce nel 1949. Si laurea nel 1971 presso l'Università di Dayton (Ohio). Si trasferisce poi alla Purdue University di West Lafayette (Indiana) dove nel 1971 consegue un master universitario e nel 1975 un dottorato di ricerca, entrambi in ingegneria elettronica.

### Carriera in IBM
Terminati gli studi entra a lavorare presso IBM nella sede di Boca Raton (Florida). Inizialmente viene assegnato al sistema IBM Series/1 e, nel 1978, viene trasferito al gruppo che lavora al System 23 Datamaster. Nel 1980 viene scelto come uno dei 12 ingegneri a cui viene affidato il compito di sviluppare il primo Personal computer di IBM: il lavoro di Bradley consiste nello sviluppo de BIOS che risiede nella ROM del sistema. Nel 1983 forma il Personal Systems Architecture Department e nel 1984 collabora allo sviluppo dell'IBM Personal System/2 Model 30.
Nel 1987 il gruppo di ingegneri di cui fa parte progetta il sistema 486/25 Power Platform e gli IBM Personal System 2 Model 90 e 95. Nel 1992 viene messo alla guida del gruppo di lavoro che sviluppa un personal computer basato sul microprocessore PowerPC RISC.
Nel 1995 si trasferisce nel Nord Carolina ed inizia anche l'insegnamento presso la Florida Atlantic University e la North Carolina State University.
Il 30 gennaio 2004 ha lasciato definitivamente IBM per ritirarsi dal lavoro.

### Pubblicazioni e brevetti
Ha scritto il libro Assembly Language Programming for the IBM Personal Computer e detiene 7 brevetti.

## Control-Alt-Canc
Durante lo sviluppo del PC IBM, il gruppo di ingegneri di cui faceva parte si trovò a lavorare su una macchina nuova con software nuovo. Era perciò frequente, durante lo sviluppo, ritrovarsi con il computer bloccato. L'unica soluzione era scollegare l'alimentazione ed attendere alcuni secondi prima di ricollegarla, questo per non danneggiare l'elettronica della macchina. A questo tempo si aggiungevano i secondi necessari al riavvio del sistema. Siccome i blocchi erano frequenti, il tempo perso per tutti i riavvii era molto. Bradley pensò quindi ad un sistema semplice per riavviare la macchina che permettesse di poter compiere l'operazione senza dover lasciare la tastiera del computer: in pochi minuti l'idea di una combinazione di tasti da premere prese forma e fu concretizzata.
Inizialmente scelse la combinazione "Control-Alt-Esc" ma questa era facilmente premibile per errore, essendo tutti e 3 i tasti dalla stessa parte della tastiera. Decise perciò di scegliere la combinazione Ctrl-Alt-Del perché il tasto "Del" (chiamato "Canc" sulle tastiere moderne in lingua italiana) era dalla parte opposta della tastiera rispetto agli altri 2 e presupponeva perciò l'uso di entrambe le mani.
La tecnica doveva rimanere segreta ma la sua utilità fu tale che essa si diffuse rapidamente fra i programmatori uscendo infine dalle mura di IBM..
Durante il 20º anniversario del PC IBM, Bradley affermò, riferendosi ai problemi di stabilità delle prime versioni di Windows:) 
(David Bradley a un evento per la celebrazione del 20º anniversario del PC IBM, San Jose Tech Museum of Innovation, 8 agosto 2001.)